# Janne Heimonen
Janne Heimonen, conocido como Jay Slammer (Tampere, 13 de agosto de 1983), es miembro baterista de la banda finlandesa de glam rock Negative.

## Biografía
Nació el 13 de agosto de 1983 en Tampere, Finlandia. Se convirtió en amigo de Jonne Aaron en la escuela y antes de dedicarse a la música (con 1,94m de altura) jugó baloncesto y le gusta tanto la natación como el ciclismo.
Ya siendo músico, en un comienzo llegó a tocar el bajo pero después optó por la batería.